# 瓦庫利亞尼區
瓦庫利亞尼區（西班牙語：Distrito de Huacullani），是秘魯的一個區，位於該國東南部普諾大區的丘奎托省，面積705.28平方公里，海拔高度3,937米，2007年人口14,906，人口密度每平方公里21人。